# Vitória Sport Clube (Guimarães)
Vitória de Guimarães je portugalski nogometni klub iz grada Guimarãesa, iz okruga Braga.
Utemeljen je 1922. godine.

## Poznati igrači
- Vítor Damas
- Silvino Louro
- Neno (rođenjem  Zelenorćanin)
- Dimas Teixeira (rođenjem  Južnoafrikanac)
- Paulo Bento
- Pedro Barbosa (rođenjem  Angolac)
- Paulinho Cascavel
- Selim Benachour
- Pedro Mendes

## Klupski uspjesi
- Portugalska SuperLiga: 3. mjesto.

- Superkup (Cândido de Oliveira): 1

## Zanimljivosti
Vitória ima najviše posjetitelja po utakmici nakon "velike trojice" portugalskog nogometa, Benfice, Porta i Sportinga, oko 15-20.000 ljudi po utakmici, čak i kada je u nižoj ligi od prve.

## Derbi dviju Vitórija
Ovo nije gradski derbi, ali u Portugalu postoji rivalstvo dviju Vitórija, koja je od njih najbolja u državi: Vitória iz Guimarãesa i Vitória iz Setubala. Susreti ovih dviju momčadi su uvijek vrlo posjećeni.

## Vanjske poveznice
- Službene klupske stranice
- Vitória Sempre - nelužbene klupske stranice